# 伊森堡的索菲公主
伊森堡的索菲公主（1978年3月7日—），出生于西德法兰克福。是貴族伊森堡家族的後裔，出生為伊森堡公主，結婚後成為普鲁士王妃。
她是伊森堡-比尔施泰因亲王弗朗茨·亚历山大与克莉丝汀·冯·绍尔玛-杰尔茨奇女伯爵的幼女。2011年8月25日，索菲与普鲁士王位继承人，格奧爾格·腓特烈親王结婚，有三男一女共四個孩子。